# Murano (rascacielos)
El Murano es un rascacielos residencial en el Centro de la ciudad Filadelfia, en el estado de Pensilvania (Estados Unidos). Se anunció en 2005 como parte del auge de los condominios que se produjo en la ciudad y fue desarrollado conjuntamente por Thomas Properties Group y P&A Associates. Lleva el nombre de Murano, se completó en 2008 y costó 165 millones de dólares. El sitio estaba ocupado por un estacionamiento y fue la ubicación del Teatro Erlanger desde 1927 hasta 1978.
Solomon Cordwell Buenz and Associates diseñó este rascacielos azul de vidrio y hormigón de 43 pisos y 145 m. En la actualidad este es el 20° edificio más alto de Filadlfia. Los condominios de Murano miden entre 69 m² y 240 m² y fueron diseñados para ser como un loft, cada uno con un balcón. Cuenta con un espacio comercial a nivel del suelo y un estacionamiento adyacente. Ubicado en el vecindario Logan Square de Center City, en una parte que vio desarrollo residencial por primera vez en 2002, el edificio luchó por llenar sus unidades durante la Gran Recesión de fines de la década de 2000. En julio de 2009, los propietarios del Murano subastaron con éxito cuarenta  unidades del edificio. Thomas Properties Group bajó el precio de las unidades restantes sin vender en función de esas rebajas.

## Historia
El Murano se anunció en 2005 cuando Filadelfia estaba experimentando un auge de condominios que había comenzado a fines de la década de 1990; entre 1998 y 2004, más de 70 edificios de oficinas y manufactura de Center City se habían convertido en apartamentos de alquiler y condominios. El proyecto fue desarrollado conjuntamente por Thomas Properties Group de Los Ángeles y P&A Associates de Filadelfia. El sitio planeado para el Murano estaba en West Market Street en Center City, un área que no había tenido ningún desarrollo residencial hasta 2002 cuando 2121 Market Street se convirtió en apartamentos. La construcción comenzó a fines de 2005.

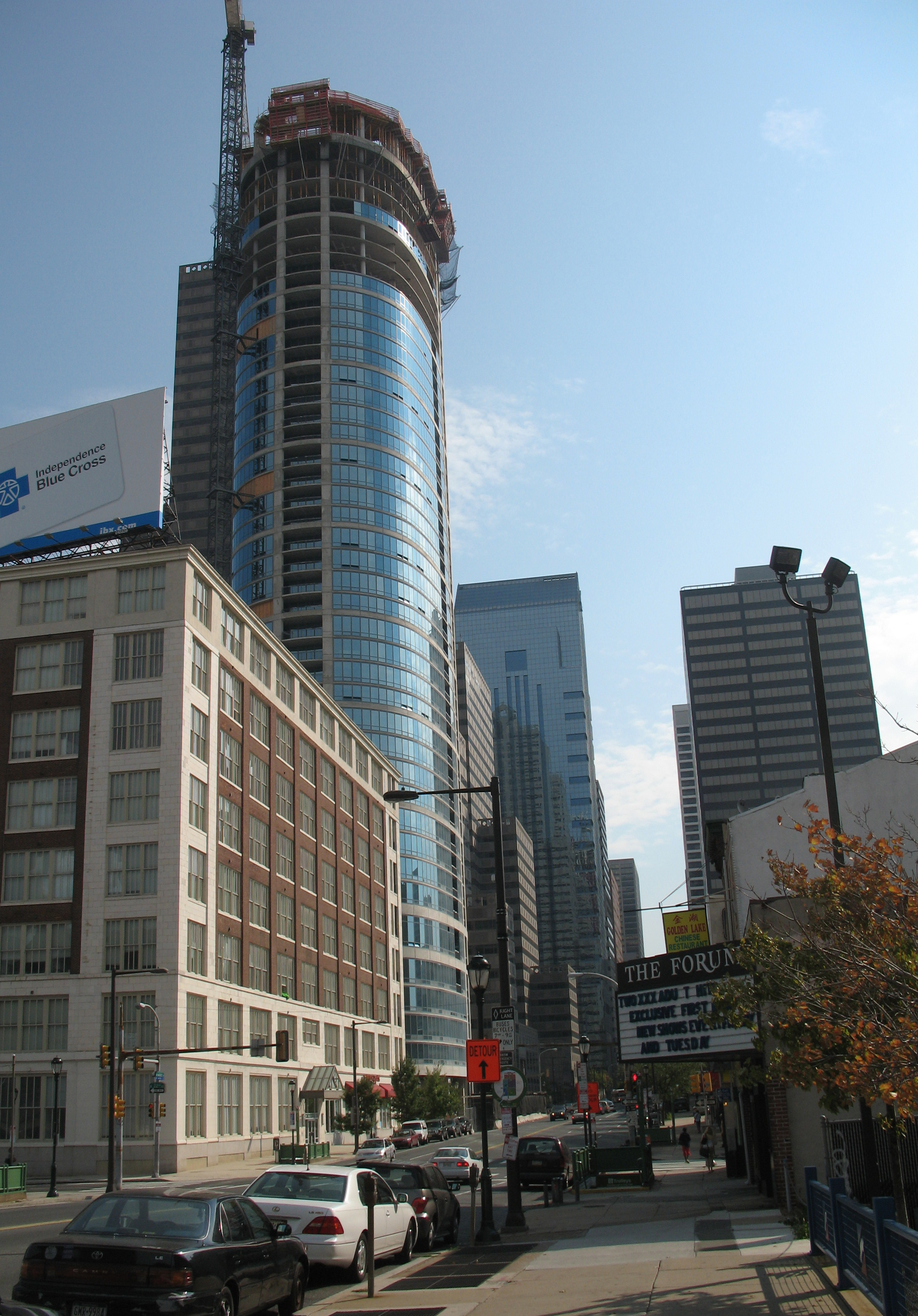
Murano en construcción en octubre de 2007.

Construido por la empresa de construcción Turner Construction Company, el Murano de 165 millones de dólares se completó en 2008 y los residentes se mudaron por primera vez el 18 de junio. Se completó con el setenta por ciento de sus unidades vendidas. Al 31 de diciembre de 2008, se habían cerrado las ventas de 111 unidades y había 14 unidades adicionales bajo contrato de venta. En 2008 y 2009, la Gran Recesión de fines de la década de 2000 afectó el mercado de condominios, con una caída de las ventas en toda la ciudad del 64 por ciento y una caída de las ventas de condominios de alta gama en un 24 por ciento. Los analistas creían que el Murano estaba sobrevalorado en función del vecindario, y que los compradores potenciales no estaban dispuestos a arriesgarse en el vecindario en desarrollo de West Market Street durante una recesión.
En 2009, Thomas Properties Group buscaba llenar rápidamente la torre para ayudar a pagar las tarifas del condominio y los costos de mantenimiento. El 27 de junio, Thomas Properties Group subastó 40 unidades en la torre. Estas se vendieron por entre 335.000 y 796.000 dólares, a un precio de casi un 20 por ciento menor que las unidades vendidas antes de la subasta. Thomas Properties Group fijó el precio de las 137 unidades restantes sin vender según el precio de unidades similares durante la subasta.

## Arquitectura y características
Ubicado en las calles 21 y Market, Murano, de 43 pisos y 145 m, lleva el nombre de la isla véneta Murano, en el norte de Italia, una ciudad famosa por sus cristales. Diseñado por Solomon Cordwell Buenz and Associates, el Murano tiene 302 condominios que incluyen condominios de una a tres recámaras que van desde 69 m² a 240 m². También se incluyen los penthouse que van desde los 150 m² a los 240 m². Los condominios están diseñados para ser tipo loft y cada uno cuenta con un balcón. La fachada curva presenta ventanas azules de piso a techo separadas a intervalos por bandas de concreto blanco. El Murano contiene 53.000 m² incluyendo 840 m² de espacio comercial en la planta baja.
Adyacente al edificio en la calle 21 hay un estacionamiento. Los promotores planearon colocar tiendas minoristas a nivel del suelo en el estacionamiento, pero dicen que los residentes los disuadieron porque temían que las tiendas atraigan a personas sin hogar.
La crítica de arquitectura de The Philadelphia Inquirer, Inga Saffron, elogió cómo las bandas de hormigón rompen el vidrio y "sirven como un puente, uniendo visualmente el Murano con sus vecinos más antiguos". Sin embargo, criticó cómo el edificio no se conecta físicamente con sus vecinos, como la falta de acceso al bulevar John F. Kennedy y la falta de tiendas en la planta baja del estacionamiento. Saffron creía que las tiendas en el estacionamiento habrían ayudado a crear una conexión entre West Market Street y el vecindario de Logan Square.